# Kożuchów (gemeente)
De gemeente Kożuchów is een stad- en landgemeente in het Poolse woiwodschap Lubusz, in powiat Nowosolski.
De zetel van de gemeente is in Kożuchów (Freystadt in Schlesien)
Op 30 juni 2005 telde de gemeente 16 022 inwoners.

## Oppervlakte gegevens
In 2002 bedroeg de totale oppervlakte van gemeente Kożuchów 178,82 km², waarvan:
- agrarisch gebied: 63%
- bossen: 26%

De gemeente beslaat 23,21% van de totale oppervlakte van de powiat.

## Demografie
Stand op 30 juni 2005:
| Omschrijving                   | Totaal | Totaal | Vrouwen | Vrouwen | Mannen | Mannen |
| ------------------------------ | ------ | ------ | ------- | ------- | ------ | ------ |
| eenheid                        | aantal | %      | aantal  | %       | aantal | %      |
| inwoners                       | 16 022 | 100    | 8247    | 51,47   | 7775   | 48,53  |
| bevolkingsdichtheid (inw./km²) | 89,5   | 89,5   | 46,2    | 46,2    | 43,4   | 43,4   |

In 2002 bedroeg het gemiddelde inkomen per inwoner 1148,37 zł.

## Administratieve plaatsen (sołectwo)
- Bielice (Bielitz)
- Bulin (Bullendorf)
- Broniszów (Brunzelwaldau)
- Cisów (Zissendorf)
- Czciradz (Zyrus)
- Drwalewice (Wallwitz)
- Dziadoszyce (Döringau)
- Książ Śląski (Fürstenau)
- Lasocin (Lessendorf)
- Mirocin Dolny (Nieder Herzogswaldau)
- Mirocin Górny (Ober Herzogswaldau)
- Mirocin Średni (Mittel Herzogswaldau)
- Podbrzezie Dolne (Nieder Siegersdorf)
- Podbrzezie Górne (Ober Siegersdorf)
- Radwanów (Seiffersdorf)
- Słocina (Reichenau)
- Sokołów (Zäcklau)
- Solniki (Zölling)
- Stypułów (Streidelsdorf)
- Studzieniec (Herwigsdorf)
- Zawada (Grund)

Zonder de status sołectwo : Kierzkowice

## Aangrenzende gemeenten
Brzeźnica, Nowa Sól, Nowe Miasteczko, Nowogród Bobrzański, Otyń, Szprotawa, Zielona Góra